# 最適資本所得課税
最適資本所得課税（さいてきしほんしょとくかぜい）は最適課税の分野であって、効用のような与えられた経済的判断条件を最適にするような、資本所得の計画の研究を意味する。将来の消費としての資本所得の概念化から始まる、資本所得の課税は、将来における消費として現在における消費税とは区別されて相応する。したがって、個人の貯蓄の歪み (経済学)と個人としての消費の振る舞いにおける、資本所得課税の結果は、現在の消費をもってより重く課税された将来の消費を置き換える。これらの歪みのせいで、アトキンソン・スティグリッツの定理 (1976) ならびにシャムレイ-ジュッド（英: Chamley–Judd）のゼロ資本所得課税の結果 (1985/1986) によって仮定された結論である。資本所得のゼロ課税はもしかすると最適かもしれない。最適資本所得課税における後続の著作はゼロ資本所得課税の理論的最適性がもとにする仮定を明らかにし、また肯定的（または否定的）な最適資本課税についての多様な主張を進歩させた。

## ゼロ最適資本所得課税
ゼロ資本所得税が最適かもしれないという主張は次の二つの独立した経済的直感的洞察に基づく：
1. アトキンソン・スティグリッツの定理
2. 動的ラムゼイ・モデルに基づいた、Chamley (1986) ならびに Judd (1985) によって導かれた結論

それに対して Mankiw, Weinzierl & Yagan (2009) はダイアモンド-マーリーズの生産効率定理 (DMPET) を無資本所得税のための三番目の直感的洞察として引用する。彼らの主張は Diamond & Saez (2011) によって反駁された。

### アトキンソン・スティグリッツの定理 (1976)
アトキンソン・スティグリッツの定理は、もし非線形な租税が所得に政策ツールとして用いられるとすれば、すべての消費者が消費と労働の間の弱い分離を選択した場合、最初とその次の期間の消費の差額の課税は最適ではないことを述べる。それだけでなく、消費者は消費の同質な効用関数を必要とする。資本所得課税に応用する場合、アトキンソン・スティグリッツの定理は、現在と将来の消費は弱い分離的な選択によって余暇へ等しく補うので（そしてしたがって資本所得課税についてはコーレット-ハーグの法則が存在しないので）、追加の歪ませる資本所得の場合の労働所得課税によって引き起こされる資本所得課税は、その租税の歪みを軽減しないことを主張する。このようにして、資本所得課税、すなわち差額への消費課税は、純粋な非線形の労働所得課税よりも多く費用がかかる（したがって最適には及ばない）。

### シャムレイ-ジュッドのゼロ資本所得課税の結論
Chamley (1986) と Judd (1985) により展開されたシャムレイ-ジュッドのゼロ資本所得課税の結論は、「無限に生きる」経済主体を特徴にもつ動的ラムゼイ・モデルにおいて、資本所得におけるゼロ課税が漸近的に最適であることを述べる。その結果は、租税の増大の、現在の消費と将来の消費の間への割り込みは、時間の水平線の増大に関係するとの直観的洞察の上に基づく。水平の伸長につれての租税の悪化において無限の増大をするような、最適な平均の資本所得税率はゼロに漸近する。その結論は、無限への水平の増大につれ、それらの弾力性が一定になりながら、現在と将来の消費は等しく余暇に補完するとするコーレット-ハーグの用語でも説明できるので、コーレット-ハーグの法則と一致する（現在と将来の消費へそれらの余暇に補完するだろうことに依存する）商品の課税は、等しい税率で課税されるべきである。しかし、Chamley (1986) と Judd (1985) は一定の消費と労働の安定した状態の性質において依存する、そして結局は、現在と将来の消費が同等に余暇に補完することを主張するために消費の弾力性も一定なことに依存する。Judd (1999) は、ゼロ資本所得税の結論のためには安定状態は十分であるが必要ではない条件であることを示す。
シャムレイ-ジュッド・モデルは、現在の財産における租税が一括になるのにたいし将来の資本所得における租税は「期間にわたる」（英: intertemporal）決定を歪めることによって、存在している財産の課税が、将来の資本所得の課税より勝ることを主張する場合にも用いられる。この主張は、Auerbach, Kotlikoff & Skinner (1983) のような、重なりあった世代のモデルにおける組み合わせでも見出すことができる。
それに対して、シャムレイ-ジュッド・モデルの批判は様々あり、中心的な主題は、動的な連鎖として解釈されうるものである人生を無限とみなすそれの批判的な仮説を攻撃する。シャムレイ-ジュッド・モデルで用いるインターテンポラルな意思決定の標準モデルに逆らう行動経済学、ならびに、シャムレイ-ジュッド・モデルによって要求される厳格な王朝モデルを支持しない、遺産の経験主義の分析、の両方の、それらによって内容を均す一般的な批判から、この仮説はずっと注目に値するような問題とされてきた。

## 非-ゼロ最適資本所得課税
効率性と公平についての関係に関する議論の多くが資本所得の課税を支持する文献において見られるかもしれない。それらは以下を含んでいる：
1. コーレット-ハーグ動機
2. ライフサイクルにわたる消費における不平等の増大
3. 資本所得と勤労所得の課税でのさやとりの回避
4. 不完備もしくは不完全な資本市場
5. 金融または流動性の条件
6. 貯蓄収益と能力の間の相互関係
7. 人的資本の形成
8. 多様な選好
9. 経済的賃貸料

### 資本所得と勤労所得の間のさやとりの回避
政府にとって資本所得と勤労所得の間の見分けは難しい。この欠点は、租税の複雑さのアドバンテージを持つにつれて個人たちが労働所得から資本所得へ移動する場合に批判になる。それらは Pirttilä & Selin (2011) によるフィンランドにおいて、Gordon & MacKie-Mason (1995) ならびにより最近のものの Gordon & Slemrod (2000) によるアメリカにおいてにより証拠立てられている。勤労所得と資本所得を見分けることの難しさはもしかすると政府が資本所得の完全な免税に携わることをしたがらない最も重要な理由となるかもしれない。特に、Christiansen & Tuomala (2008) は所得を移動する能力を提示することにより資本所得における肯定的な最適税を見つけた、これにたいして Reis (2011) は、シャムレイ-ジュッドの結果は税務当局が企業家の勤労所得と資本所得を効果的に見分けられない場合は保たれないことを証明した。

### 借り入れまたは流動性の条件
アトキンソン・スティグリッツの定理とラムゼイ・モデルは完全な資本市場を想定してともにシャムレイ-ジュッドのゼロ資本所得税を導くのに使われる。実際には、しかしながら、個人たちはしばしば制約された借り入れである、すなわち、彼らは貯蓄できない。資本所得への課税とそれを借入金へと移転することによって資本市場の失敗へ、個人たちが制約される「流動性の制約」は歪んだ貯蓄の費用において緩和される。同等に、貯蓄課税は暗黙の補助金を借り入れの制約によって生じた貯蓄によって減少させるかもしれない、したがって貯蓄において効果を復活するかもしれない。さらに Aiyagari (1995) と Chamley (2001) は、永存しつつ不確定さをもった借入-制約の経済主体を備えたモデルにおいて、消費が積極的に貯蓄と相互関係する場合には資本所得課税は魅力があることを示した。

### 貯蓄収益と能力の間の相互関係
厚生経済学の基本定理によれば任意のパレート効率性な割り当ては、最適課税が個人たちの稼ぐ能力の課税を意味する文脈におけるものである、基本財産の適当な再分配を通じて達成できる。もしそのモデルにおける仮定と異なるならば貯蓄の利益は各々の人により異なる、しかしそのかわり能力をもって積極的に集められる、資本所得は各個人の能力についての新たな情報を含みそして再分配の理由につき課税されるべきだろう。

### 人的資本の形成
Judd (1999) が示したように、もしこれらの控除できないものからなる特別の費用が貯蓄における将来の受け取りの税率に備えるときには、ゼロ資本所得税は人的資本への投資にたいしてもはや公平ではない。この場合、勤労所得税の控除は資本所得課税が最大になるようなことにたいする動機を与える人的資本での投資を歪ませる。将来の消費の相対費用の増大ならびに人的貯蓄にたいする融資の代用の減少の発生により、資本税は金融貯蓄における歪みを生み出す費用において人的資本投資にたいする暗黙の補助金としてふるまう。

### 多様な選好
ゼロ最適資本所得税は選好の同質性（英：preference homogeneity）を前提としている。高い能力を持つ者はもしかすると異なった選考による高い貯蓄率を有するかもしれないことをマーリーズ（1976）とサエズ（2002）は主張した。もしこの場合であるならば、そのとき個人の貯蓄水準が個人たちの能力についての情報を示すものとして資本所得課税は所得再分配について最適であって、それによって高‐能力の者の個人らから低‐能力の者のそれらへの所得再分配を促進する。その議論は個人たちの意思と稼ぐ能力の間の相互関係における研究から経験主義的に生まれた。

### 投資信用
アーベルが主張するように、もし投資が全く控除できるならば、資本税は投資において逆の衝撃をもたないし、歪みがない、そして制限する仮定のもとですべての租税は資本にあてはめるべきであり、労働にはそうでない。高所得を稼ぐ者の間に資本所得が集中することが与えられて、もし社会的厚生関数が逆に不平等ならば、そのとき最適税率は不平等を下げるがしかし死重損失は課さない；これは不平等がその税体系の累進の増大によって減らせるという最適勤労税の研究における標準的な仮定とは対照的である；だけれども労働市場における歪み低減を通しての死重損失を課すことの費用においては―後の租税の任意の与えられた水準と移転所得不平等についてはそのようにして、勤労税体系の累進性の低減ならびに即刻の減価償却の文脈での資本税の増大は福祉の利益に導くことができる。しかしながらもし相対的な所得の影響があるかもしくは不平等の反感の度合いが十分高いならば、最適限界勤労税はまだ肯定的であろう。

## マーリーズ報告との関係
税制改革についての適当な方向は、同じ税率の規模のもとである必要はないけれども、労働所得と資本所得の両方のより累進的な課税に向けてであることを言う、マーリーズ報告によって勧告された税制改革の方向に逆らうことを、パトリシア・F.アップとレイ・リース（2012）は主張する。

### 論文
- Mankiw, N. G.; Weinzierl, M.; Yagan, D. (2009). “Optimal Taxation in Theory and Practice”. Journal of Economic Perspectives 23 (4):  147-174 [p.167]. doi:10.1257/jep.23.4.147.
- Diamond, P. A.; Saez, E. (2011). “The Case for a Progressive Tax: From Basic Research to Policy Recommendations”. Journal of Economic Perspectives 25 (4):  165-190 [p.177]. doi:10.1257/jep.25.4.165.
- Chamley, C. (1986). “Optimal Taxation of Capital Income In General Equilibrium with Infinite Lives”. Econometrica 54 (3):  607-622. doi:10.2307/1911310.
- Judd, K. L. (1985). “Redistributive taxation in a simple perfect foresight model”. Journal of Public Economics 28 (1):  59-83. doi:10.1016/0047-2727(85)90020-9.
- Judd, K. L. (1999). “Optimal taxation and Spending in General Competitive Growth Models”. Journal of Public Economics 71 (3):  1-26. doi:10.1016/S0047-2727(98)00054-1.
- Auerbach, A. J.; Kotlikoff, L. J.; Skinner, J. (1983). “The Efficiency Gains from Dynamic Tax Reform”. International Economic Review 24 (1):  81-100. JSTOR 2526116.
- Pirttilä, J.; Selin, H. (2011). “Income Shifting within a Dual Income Tax System: Evidence from the Finnish Tax Reform of 1993”. Scandinavian Journal of Economics 113 (1):  120-144. doi:10.1111/j.1467-9442.2010.01635.x.
- Reis, C. (2011). “Entrepreneurial Labor and Capital Taxation”. Macroeconomic Dynamics 15 (3):  326-335. doi:10.1017/S1365100510000039.
- Christiansen, V.; Tuomala, M. (2008). “On taxing capital income with income shifting”. International Tax and Public Finance 15 (4):  527-545. doi:10.1007/S10797-008-9076-x.
- Slemlod, J. (1990). “Optimal taxation and optimal tax systems”. Journal of Economic Perspectives 4 (1):  157-178 [p.158]. doi:10.1257/jep.4.1.157.
- Lucas, R. E. Jr. (1990). “Supply-Side Economics: An Analytical Review”. Oxford Economics Papers 42 (2):  293-316. doi:10.1093/oxfordjournals.oep.a041948.
- Atkinson, A. B.; Stiglitz, J. E. (1976). “The design of tax structure: Direct versus indirect taxation”. Journal of Public Economics 6 (1-2):  55-75. doi:10.1016/0047-2727(76)90041-4.
- Saez, E. (2002). “The desirability of commodity taxation under non-linear income taxation and heterogeneous tastes”. Journal of Public Economies 83 (2):  217-230. doi:10.1016/S0047-2727(00)00159-6.
- Barro, R. J. (1974). “Are Government Bonds Net Wealth?”. Journal of POlitical Economy 82 (61):  1095-1117. doi:10.1086/260266.
- Cremer, H.; Pestieau, P. (2006). “Intergenerational Transfer of Human Capital and Optimal Education Policy”. Journal of Public Economic Theory 8 (4):  529-545. doi:10.1111/j.1467-9779.2006.00276.x.
- Farhi, E.; Werning, I. (2010). “Progressive Estate taxation”. Quarterly Journal of Economics 125 (2):  635-673. doi:10.1162/qjec.2010.125.2.635.
- Jacobs, B.; Bovenberg, A. L. (2010). “Human Capital and Optimal Positive Taxation of Capital Income”. International Tax and Public Finance 17 (5):  451-478. doi:10.1007/S10797-009-9120-5.
- F. Apps, Patricia (2012). “Capital Income Taxation and the Marrlees Review”. IZA Discussion Paper No.6615.. SSRN 2085202.

### 書籍
- Gordon, R. H.; Slemrod, J. B. (2000). “Are 'Real' Responses to Taxes Simply Income Shifting Between Corporate and Personal Tax Bases?”. In Slemrod, J. B.. Does Atlas Shrug? The Economic Consequences of Taxing the Rich. Cambridge (MA): Harvard University Press. ISBN 0-674-00815-4
- Gordon, R. H.; MacKie-Mason, J. K. (1995). “Why is ThereCorporate Taxation in a Small Open Economy?”. In Feldstein, M.; Hines, J. R. Jr.; Hubbard, R. G.. The Effect of Taxation on Multinational Corporations. Chicago: University of Chicago Press. pp. 67-94. ISBN 0-226-24095-9